# Katarzyna Kociołek
Katarzyna Kociołek (ur. 11 marca 1995 w Łasku) – reprezentantka Polski w siatkówce plażowej, wychowanka ŁMLKS Łaskovia, reprezentująca obecnie klub UKS SMS Łódź. Wielokrotna medalistka mistrzostw Polski, Europy i świata w kategoriach kadetek i juniorek.

## Życiorys
Absolwentka Szkoły Mistrzostwa Sportowego w Łodzi, a obecnie studentka Uniwersytetu Łódzkiego na kierunku Business Management.

## Sukcesy
W parze z Karoliną Baran:
 Mistrzostwa Świata U-19 (Umag, 2011)
 Mistrzostwa Europy U-20 (Tel Aviv, 2011)
 Mistrzostwa Europy U-18 (Wilno, 2011)
 Mistrzostwa Świata U-19 (Larnaka, 2012)
 Mistrzostwa Polski Juniorek (Kędzierzyn-Koźle, 2012)
W parze z Jagodą Gruszczyńską:
 Mistrzostwa Polski Juniorek (Kędzierzyn-Koźle, 2011) 
 Mistrzostwa Polski kadetek (Radom, 2011; Gorlice, 2012) 
 Mistrzostwa Europy U-18 (Brno, 2012)
 Mistrzostwa Polski juniorek (Iława 2013)
 Mistrzostwa Świata U-21 (Umag, 2013).
W parze z Kingą Wojtasik:
 Mistrzostwa Europy (Moskwa, 2019)